# بوقية سميكة الأوراق
البوقية سميكة الأوراق (باللاتينية: Fritillaria crassifolia) نوع نباتي ينتمي إلى جنس البوقية من الفصيلة الزنبقية.

## الموئل والانتشار
موطنه بلاد الشام و كردستان وتركيا والقوقاز.